# Stazione di ricerca Tor
La stazione di ricerca Tor (in norvegese Forskningsstasjon Tor) è una base antartica norvegese localizzata nella costa della principessa Martha (terra della regina Maud), che dipende amministrativamente e logisticamente dalla vicina stazione di ricerca Troll, gestita dall'Istituto polare norvegese.

## Ubicazione
Localizzata ad una latitudine di 71°53' sud e ad una longitudine di 05°09' est in una zona libera dai ghiacci la struttura venne costruita nel 1993.